# Aholming
Aholming è un comune tedesco di 2 268 abitanti, situato nel land della Baviera.